# Neil Midgley
Pour les articles homonymes, voir Midgley.
Neil Midgley, né le 9 septembre 1942 à Salford et mort le 8 juillet 2001 à Kearsley, était un arbitre anglais de football des années 1970 et 1980. Il commença sa carrière en 1974 en première division anglaise, devint arbitre FIFA de 1982 à 1991, et arrêta sa carrière en 1992.

## Carrière
Il a officié dans des compétitions majeures : 
- Coupe d'Angleterre de football 1986-1987 (finale)
- Coupe du monde de football des moins de 20 ans 1989 (2 matchs)